# Sergio Flamigni
Sergio Flamigni (Forlì, 22 ottobre 1925) è un politico, scrittore e partigiano italiano.
È stato un parlamentare del PCI dal 1968 al 1987, nonché membro delle commissioni parlamentari d'inchiesta sul caso Moro, sulla loggia P2 ed antimafia.

## L'esordio nella politica e l'antifascismo
Ha iniziato l'attività politica nel 1941, partecipando all'attività clandestina di un gruppo culturale di giovani antifascisti di Forlì e poi con l'adesione al Partito Comunista d'Italia. Nel 1943 fu nominato segretario del movimento giovanile comunista clandestino di Forlì e membro della segreteria e del comitato federale clandestino della federazione forlivese del PCI. Partigiano nella Resistenza Italiana, nel 1944 divenne commissario politico della 29ª brigata GAP "Gastone Sozzi", nel 1952 fu eletto segretario della CGIL di Forlì e nel 1956 segretario della federazione forlivese del PCI; nel 1959 fu eletto nel Comitato Centrale; nel 1960 Segretario del Comitato di coordinamento regionale dell'Emilia-Romagna; nel 1963 membro dell'Ufficio di Segreteria della Direzione nazionale del PCI. Consigliere comunale a Forlì dal 1956 al 1960 e Consigliere provinciale dal 1960 al 1964.

## Incarichi parlamentari
Nel maggio 1968 fu eletto alla Camera dei deputati, nella circoscrizione di Bologna. Nella quinta legislatura (1968 - 1972) fu membro della Commissione Presidenza del Consiglio - Interni e della Commissione speciale bicamerale antimafia. Rieletto alla Camera dei deputati nella sesta legislatura (1972 - 1976), vice presidente della Commissione Presidenza del Consiglio - Interni e membro della Commissione bicamerale antimafia. Nella settima legislatura (1976 - 1979), rieletto alla Camera dei deputati, vice Presidente della Commissione Presidenza del Consiglio - Interni.
Nell'ottava legislatura (1979 - 1983) eletto al Senato, membro della Commissione per gli Affari Costituzionali Presidenza del Consiglio e Interni e della Giunta per l'elezione e delle immunità parlamentari. Nominato nella Commissione d'inchiesta parlamentare sul caso Moro e nella Commissione antimafia. Nella nona legislatura (1983 - 1987) rieletto al Senato, membro della Commissione Affari Costituzionali, Presidenza del Consiglio - Interni. Nominato nella Commissione parlamentare d'inchiesta sulla loggia massonica P2 e nella Commissione speciale bicamerale antimafia.

## Opere
Dal 1988 è autore di approfonditi studi sul sequestro e l'assassinio di Aldo Moro.
- Resistenza in Romagna. Antifascismo, partigiani e popolo in provincia di Forlì, con Luciano Marzocchi, Milano, La Pietra, 1969.
- Sicurezza democratica e lotta alla criminalità. La difesa dell'ordine costituzionale e della sicurezza dei cittadini contro la eversione fascista e la criminalità comune, il riordinamento democratico della pubblica sicurezza. Atti del Convegno organizzato dal Centro di studi e iniziative per la riforma dello Stato. Roma, 25-26 febbraio 1975, con Alberto Malagugini, Edoardo Perna, Ugo Spagnoli e Umberto Terracini, Roma, Editori Riuniti, 1975.
- Gastone Sozzi e il Partito Comunista in Romagna, con Aldo Agosti, Pietro Albonetti, Luciano Casali e Angelo Mini, Roma, Editori Riuniti, 1980.
- La tela del ragno. Il delitto Moro, Roma, Edizioni Associate, 1988; Milano, Kaos, 1993. ISBN 88-7953-027-5; 2003. ISBN 88-7953-120-4.
- Sovranità limitata. Storia dell'eversione atlantica in Italia, con Gianni Cipriani, Roma, Edizioni Associate, 1991. ISBN 8-8267-0137-7.
- Storia dell'Italia dei misteri, I, Il caso Moro, con Michele Gambino, Roma, Libera Informazione Editrice, 1992.
- L'affare Moro. Cronaca dei 55 giorni che sconvolsero l'Italia, con Michele Gambino, Roma, Libera Informazione Editrice, 1993.
- Trame atlantiche. Storia della Loggia massonica segreta P2, Milano, Kaos, 1996. ISBN 88-7953-049-6; 2005. ISBN 88-7953-148-4.
- «Il mio sangue ricadrà su di loro». Gli scritti di Aldo Moro prigioniero delle Br, a cura di, Milano, Kaos, 1997. ISBN 88-7953-058-5.
- Convergenze parallele. [Le Brigate rosse, i servizi segreti e il delitto Moro], Milano, Kaos, 1998. ISBN 88-7953-074-7.
- Il covo di Stato. Via Gradoli 96 e il delitto Moro, Milano, Kaos, 1999. ISBN 88-7953-085-2.
- Appennino forlivese e cesenate. Escursioni. Venti percorsi naturalistici e storici. 20 itinerari, con Giancarlo Marconi e Massimo Milandri, Caselle di Sommacampagna, Cierre, 2000. ISBN 88-8314-055-9.
- I fantasmi del passato. [La carriera politica di Francesco Cossiga], Milano, Kaos, 2001. ISBN 88-7953-096-8.
- La sfinge delle Brigate Rosse. [Delitti, segreti e bugie del capo terrorista Mario Moretti], Milano, Kaos, 2004. ISBN 88-7953-131-X.
- Dossier Pecorelli, a cura di, Milano, Kaos, 2005. ISBN 88-7953-150-6.
- Le idi di marzo. Il delitto Moro secondo Mino Pecorelli, a cura di, Milano, Kaos, 2006. ISBN 88-7953-154-9.
- Dossier delitto Moro, a cura di, Milano, Kaos, 2007. ISBN 978-88-7953-172-6.
- Il sequestro di verità. [I buchi neri del delitto Moro], con Roberto Bartali, Giuseppe De Lutiis, Ilaria Moroni, Lorenzo Ruggiero, Milano, Kaos, 2008. ISBN 978-88-7953-189-4.
- La prigione fantasma. [Il covo di via Montalcini e il delitto Moro], Milano, Kaos, 2009. ISBN 978-88-7953-201-3.
- Dossier Gladio. [Documenti sulla organizzazione paramilitare segreta di matrice statunitense, attiva in Italia dagli anni Cinquanta al 1990, in violazione della Costituzione], a cura di, Milano, Kaos, 2012. ISBN 978-88-7953-241-9.